# أرينا زينيتسا
أرينا زينيتسا (بالبوسنية: Gradska arena Zenica) هي قاعة رياضية داخلية متعدد الاستخدام، تقع في مدينة زينيتسا وسط البوسنة والهرسك.

## الإنشاء
بدأ بناء القاعة في شهر فبراير من عام 2007، واكتمل بناء القاعة في 20 مارس 2009، ويقدر مجموع تكاليف البناء حوالي 32 مليون مارك بوسني، أي (16 مليون يورو)، تكفلت به بلدية زينيتسا.

## القدرة الإستيعابية
تبلغ الطاقة الاستيعابية الإجمالية لقاعة زينيتسا 6,200 مقعد لمباريات كرة السلة وكرة اليد، ويمكن زيادة طاقة الصالة لتصل إلى 10,000 مقعد في الاحتفالات، وتعد قاعة زينيتسا المعسكر الرئيسي لمنتخب البوسنة والهرسك لكرة السلة ومنتخب البوسنة والهرسك لكرة اليد.

## بطولة العالم لكرة اليد للرجال
استضافت قاعة زينيتسا فرق المجموعة الرابعة في بطولة العالم لكرة اليد للرجال والتي أقيمت عام 2013، وجرت منافساتها في البوسنة والهرسك في الفترة من 14 يوليو - 28 يوليو 2013، واستطاع منتخب السويد تحقيق اللقب.